# サキシマヒサカキ
サキシマヒサカキ（Eurya sakishimensis）は、ヒサカキ属の亜高木。

## 概要
日本の固有種で、沖縄県の八重山諸島（石垣島・西表島）に分布する。山地の自然林内に生育する。
常緑の亜高木で、樹高は4-5m。葉は互生、長楕円状楕円形～卵状披針形で、長さ4-7cm、葉縁には小さい鋸歯があり、革質で、表面は光沢を帯びる。花は葉腋に付き、色は白い。小枝は有毛で、白い毛が生えている事が特徴である。

## 保護上の位置づけ
生育地である下記の地方公共団体が作成したレッドデータブックに掲載されている。
- 沖縄県：準絶滅危惧